# Marco Jiménez
Marco Antonio Jiménez González (ur. 2 marca 1981 w Ciudad Guzmán) – meksykański piłkarz występujący na pozycji defensywnego lub środkowego pomocnika.

## Kariera klubowa
Jiménez jest wychowankiem słynnej akademii juniorskiej klubu Chivas de Guadalajara, jednak profesjonalną karierę rozpoczynał jako dwudziestolatek na wypożyczeniu w drugoligowym zespole Real Sociedad de Zacatecas. Po powrocie do Chivas nigdy nie potrafił przebić się do pierwszej ekipy, przez kolejne dwa lata występując wyłącznie w drugoligowych rezerwach drużyny – CD Tapatío. W wiosennym sezonie Clausura 2003 dotarł z nimi do finału rozgrywek Primera División A. W lipcu 2004 został zawodnikiem innego zespołu z drugiej ligi – Club Celaya, gdzie jako podstawowy zawodnik spędził rok bez większych sukcesów, po czym podpisał umowę z pierwszoligowym Tiburones Rojos de Veracruz. W meksykańskiej Primera División zadebiutował za kadencji szkoleniowca Juana Carlosa Cháveza, 30 lipca 2005 w wygranym 2:1 spotkaniu z Atlasem; łącznie spędził w ekipie z portowego miasta rok, przez pierwsze sześć miesięcy będąc rezerwowym, zaś później regularnie pojawiając się na boiskach.
Latem 2006 Jiménez przeszedł do beniaminka najwyższej klasy rozgrywkowej – drużyny Querétaro FC, gdzie jednak nie zdołał wywalczyć sobie miejsca w składzie. Na koniec rozgrywek 2006/2007 spadł z nią ponadto do drugiej ligi meksykańskiej, gdzie z kolei po upływie pół roku został podstawowym zawodnikiem ekipy. W jesiennym sezonie Apertura 2008 triumfował z nią w Primera División A, dzięki czemu na koniec rozgrywek 2008/2009 awansował z Querétaro do pierwszej ligi. Tam spędził jeszcze sześć miesięcy, 31 lipca 2009 w przegranej 1:3 konfrontacji z Pachucą zdobywając swojego premierowego gola w pierwszej lidze, po czym został wypożyczony do drugoligowego Club Tijuana, gdzie grał przez pół roku, głównie jako rezerwowy. Bezpośrednio po tym udał się na kolejne wypożyczenie, tym razem na rok do drugoligowego Universidadu de Guadalajara, w którego barwach był kluczowym zawodnikiem środka pola, jednak nie zdołał zanotować żadnych osiągnięć.
Po powrocie do Querétaro, Jiménez pozostał jednym z kluczowych graczy zespołu; w ciągu kilku kolejnych lat pełnił funkcję kapitana ekipy. Niepodważalne miejsce w wyjściowym składzie stracił dopiero w 2014 roku na rzecz Mario Osuny i w wiosennym sezonie Clausura 2015 właśnie w roli rezerwowego wywalczył ze swoją drużyną wicemistrzostwo kraju. Podczas rozgrywek Apertura 2016 zdobył z Querétaro pierwsze trofeum w dziejach drużyny w postaci pucharu Meksyku – Copa MX, niezmiennie będąc jednak graczem alternatywnym drużyny Víctora Manuela Vuceticha.

## Statystyki kariery
| Zacatecas | 2001–2002 | Meksyk | Ascenso MX | 11  | 1 | –  | – | –   | – | – | 11  | 1 |
| Tapatío   | 2002–2003 | Meksyk | Ascenso MX | 31  | 0 | –  | – | –   | – | – | 31  | 0 |
| Tapatío   | 2003–2004 | Meksyk | Ascenso MX | 28  | 2 | –  | – | –   | – | – | 28  | 2 |
| Celaya    | 2004–2005 | Meksyk | Ascenso MX | 33  | 1 | –  | – | –   | – | – | 33  | 1 |
| Veracruz  | 2005–2006 | Meksyk | Liga MX    | 18  | 0 | 4  | 0 | –   | – | – | 22  | 0 |
| Querétaro | 2006–2007 | Meksyk | Liga MX    | 10  | 0 | –  | – | –   | – | – | 10  | 0 |
| Querétaro | 2007–2008 | Meksyk | Ascenso MX | 23  | 1 | –  | – | –   | – | – | 23  | 1 |
| Querétaro | 2008–2009 | Meksyk | Ascenso MX | 30  | 0 | –  | – | –   | – | – | 30  | 0 |
| Querétaro | 2009–2010 | Meksyk | Liga MX    | 8   | 1 | –  | – | –   | – | – | 8   | 1 |
| Tijuana   | 2009–2010 | Meksyk | Ascenso MX | 16  | 0 | –  | – | –   | – | – | 16  | 0 |
| UdeG      | 2010–2011 | Meksyk | Ascenso MX | 33  | 2 | –  | – | –   | – | – | 33  | 2 |
| Querétaro | 2011–2012 | Meksyk | Liga MX    | 33  | 0 | –  | – | –   | – | – | 33  | 0 |
| Querétaro | 2012–2013 | Meksyk | Liga MX    | 30  | 0 | 3  | 0 | –   | – | – | 33  | 0 |
| Querétaro | 2013–2014 | Meksyk | Liga MX    | 28  | 0 | 4  | 0 | –   | – | – | 32  | 0 |
| Querétaro | 2014–2015 | Meksyk | Liga MX    | 15  | 0 | 10 | 0 | –   | – | – | 25  | 0 |
| Querétaro | 2015–2016 | Meksyk | Liga MX    | 8   | 1 | –  | – | LMC | 5 | 0 | 13  | 1 |
| Querétaro | 2016–2017 | Meksyk | Liga MX    | 0   | 0 | –  | – | –   | – | – | 0   | 0 |
| Ogółem    | Ogółem    | Ogółem | Ogółem     | 355 | 9 | 21 | 0 | LMC | 5 | 0 | 381 | 9 |

- LMC – Liga Mistrzów CONCACAF